# Željeznički saobraćaj
Željeznički saobraćaj je sredstvo za prevoz putnika i robe vozilima na točkovima koja se kreću po šinama i nalaze se na prugama. Za razliku od drumskog prevoza, gde se vozila kreću po pripremljenoj ravnoj podlozi, šinska vozila (vozni park) su direkciono vođena kolosecima po kojima se kreću. Koloseci se obično sastoje od čeličnih šina, instaliranih na pragovima postavljenim na podlozi, po kojima se kreću željeznička vozila, obično opremljena metalnim točkovima. Moguće su i druge varijacije, kao što su pločaste staze. Ovde se šine pričvršćuju na betonsku osnovu koja se naslanja na pripremljenu podlogu.
Vozni park u sistemu železničkog saobraćaja generalno nailazi na niži otpor trenja u odnosu na cestovna vozila, tako da se putnički i teretni vagoni mogu spojiti u duge vozove. Operacije izvodi železnička kompanija koja obezbeđuje prevoz između železničkih stanica ili pruže usluge prenosa tereta. Pogonsku snagu obezbeđuju lokomotive koje ili crpe električnu energiju iz sistema železničke elektrifikacije ili proizvode sopstvenu pogonsku snagu, obično dizel motorima. Većina koloseka je opremljena sistemom signalizacije. Železnice su relativno bezbedan sistem kopnenog transporta u poređenju sa drugim oblicima prevoza. Železnički saobraćaj pruža visok nivo putničkog i teretnog iskorišćenja, i energetske efikasnosti, ali je često manje fleksibilan i zahteva veće ulaganje kapitala od drumskog prevoza, kada je uzimaju se u obzir niži nivoi prometa.
Najstarije poznate železnice na ljudski i životinjski pogon potiču iz 6. veka p. n. e. iz Korinta u Grčkoj. Železnički saobraćaj je zatim počeo da se javlja od sredine 16. veka u Nemačkoj, u vidu uspinjača i vagona sa konjsku vuču. Savremeni železnički saobraćaj započeo je britanskim razvojem parnih lokomotiva početkom 19. veka. Tako je železnički sistem u Velikoj Britaniji najstariji na svetu. Kompanija Robert Stivenson end kompani pod upravom Džordža Stivensona i njegovog sina Roberta je pustila u pogon Lokomociju br. 1, prvu parnu lokomotivu koja je prevozila putnike na javnoj železničkoj pruzi, od Stoktona do Darlingtona 1825. godine. Džordž Stivenson je takođe sagradio prvu javnu međugradsku železničku liniju na svetu na kojoj su korištene parne lokomotive, Liverpul i Mančester železnicu, koja je otvorena 1830. godine. Pomoću parnih mašina mogle su se konstruisati magistralne železnice, koje su bile ključna komponenta industrijske revolucije. Takođe, železnica je smanjila troškove teretnog transporta i omogućila manje gubitke robe u poređenju sa vodenim prevozom, koji se suočavao sa povremenim potonućima brodova. Prelaz sa kanala na železnicu omogućio je razvoj „nacionalnih tržišta” na kojima su cene veoma malo varirale od grada do grada. Širenje željezničke mreže i upotreba željezničkog reda vožnje doveli su do standardizacije vremena (željezničko vreme) u Britaniji na osnovu Grinvičkog srednjeg vremena. Pre toga je lokalno vreme u glavnim gradovima i mestima variralo u odnosu na GMT. Pronalazak i razvoj železnice u Velikoj Britaniji bio je jedan od najvažnijih tehnoloških izuma 19. veka. Prva svetska podzemna železnica, Metropolitanska železnica (deo Londonskog podzemlja), otvorena je 1863. godine.
Tokom 1880-ih uvedeni su elektrifikovani vozovi, što je dovelo do elektrifikacije tramvajskih puteva i sistema brzog tranzita. Počevši od 1940-ih, neelektrifikovane železnice u većini zemalja su počele da svoje parne lokomotive zamenjuju dizel-električnim lokomotivama, i taj proces je bio gotovo dovršen do 2000-ih. Tokom 1960-tih godina 20. veka u Japanu, a kasnije i u nekim drugim zemljama, uvedeni su elektrifikovani železnički sistemi za velike brzine. Mnoge zemlje su u procesu zamene dizel lokomotiva električnim lokomotivama, uglavnom zbog brige o životnoj sredini, a primetan primer je Švajcarska, koja je u potpunosti elektrifikovala svoju mrežu. Isprobani su i drugi oblici vođenog kopnenog prevoza izvan tradicionalnih željezničkih definicija, kao što su monotračni ili maglev, ali oni imaju ograničenu upotrebu.
Nakon perioda opadanja nakon Drugog svetskog rata usled konkurencije automobila i aviona, železnički saobraćaj je tokom poslednjih decenija oživeo zbog zagušenja puteva i sve većih cena goriva, kao i zbog uticaja vlada koje ulažu u železnicu kao sredstvo za smanjenje emisije CO2 u kontekstu zabrinutosti zbog globalnog zagrevanja.

## Istorija
Istorija železničkog transporta je započeta u 6. veku p. n. e. u antičkoj Grčkoj. Ona se može podeliti na nekoliko diskretnih perioda koji su definisani glavnim sredstvima korišćenim za prenos materijala i vidom pokretne snage.

### Sistemi u antičkom periodu
Postoji evidencija koja ukazuje na postojanje popločane staze (Diolkos) duge 6 do 8,5 km, kojom su se prevozili brodovi preko Korintskog prevoja u Grčkoj od oko 600. godine pre nove ere. Vozila na točkovima koje su povukli ljudi i životinje kretala su se po utorima u krečnjaku, što je pružalo vid koloseka, sprečavajući vagone da napuste predviđenu stazu. Diolkos je bio u upotrebi više od 650 godina, barem do 1. veka nove ere. Kasnije su isto tako izgrađene popločane staze u rimskom Egiptu.

## Napomene
1. ↑  According to [Bradbury, Norman (novembar 2002). Face the facts on transport safety (PDF). Railwatch (Извештај). Архивирано из оригинала (PDF) 11. 10. 2010. г.], railways are the safest on both a per-mile and per-hour basis, whereas air transport is safe only on a per-mile basis.

## Literatura
- Lewis, M. J. T. (2001). „Railways in the Greek and Roman world” (PDF).  Ур.: Guy, A.; Rees, J. Early Railways. A Selection of Papers from the First International Early Railways Conference. Архивирано из оригинала (PDF) 21. 7. 2011. г.
- Lee, Charles E. (1943). The Evolution of Railways (2 изд.). London: Railway Gazette. OCLC 1591369.
- Jones, Mark (2012). Lancashire Railways – The History of Steam. Newbury: Countryside Books. ISBN 978-1-84674-298-9.
- Porter, Peter (1914). Landmarks of the Niagara Frontier. The Author. ISBN 978-0-665-78347-0.
- Vaughan, A. (1997). Railwaymen, Politics and Money. London: John Murray. ISBN 978-0-7195-5746-0.
- Landes, David. S. (1969). The Unbound Prometheus: Technological Change and Industrial Development in Western Europe from 1750 to the Present. Cambridge, New York: Press Syndicate of the University of Cambridge. ISBN 978-0-521-09418-4.
- Wells, David A. (1891). Recent Economic Changes and Their Effect on Production and Distribution of Wealth and Well-Being of Society. New York: D. Appleton and Co. ISBN 978-0-543-72474-8.
- Grübler, Arnulf (1990). The Rise and Fall of Infrastructures: Dynamics of Evolution and Technological Change in Transport (PDF). Heidelberg and New York: Physica-Verlag. Архивирано из оригинала (PDF) 1. 3. 2012. г. Приступљено 11. 10. 2017.
- Fogel, Robert W. (1964). Railroads and American Economic Growth: Essays in Econometric History. Baltimore and London: The Johns Hopkins Press. ISBN 978-0-8018-1148-7.
- Rosenberg, Nathan (1982). Inside the Black Box: Technology and Economics. Cambridge, New York: Cambridge University Press. ISBN 978-0-521-27367-1.
- Cameron, Rondo E (1961). France and the Economic Development of Europe, 1800–1914: Conquests of Peace and Seeds of War. Rand Mcnally and company. стр. 304–227.covers France, Spain Russia and others.
- Coatsworth, John H. (1979). „Indispensable Railroads in a Backward Economy: The Case of Mexico”. The Journal of Economic History. 39 (4): 939—960. JSTOR 2120337. S2CID 153803795. doi:10.1017/S0022050700098685.
- Fremdling, Rainer (1977). „Railroads and German Economic Growth: A Leading Sector Analysis with a Comparison to the United States and Great Britain”. The Journal of Economic History. 37 (3): 583—604. JSTOR 2119597. S2CID 155002570. doi:10.1017/S0022050700095395.
- Hadfield, C. and Skempton, A. W. William Jessop, Engineer (Newton Abbot 1979)
- Jenks, Leland H. (1944). „Railroads as an Economic Force in American Development”. The Journal of Economic History. 4 (1): 1—20. JSTOR 2113700. S2CID 154883188. doi:10.1017/S002205070008400X.
- Keys, C. M. (avgust 1914). „Redrawing The Railroad Map of the World”. The World's Work: A History of Our Time. XLIV (2): 414—425. Includes maps of major rail lines on all continents c. 1914
- Lewis, M J T (1970). „Early Wooden Railways”. London, England: Routledge Keegan Paul..
- Lewis, M. J. T., „Railways in the Greek and Roman world” (PDF). Архивирано из оригинала (PDF) 21. 07. 2011. г., in Guy, A. / Rees, J. (eds), Early Railways. A Selection of Papers from the First International Early Railways Conference (2001), pp. 8–19 (10–15)
- Misa, Thomas J (1995). A Nation of Steel: The Making of Modern America, 1865–1925. Johns Hopkins University Press. ISBN 978-0-8018-4967-1. chapter 1 'Dominance of Rails' online
- New, J R. (2004). „400 years of English railways – Huntingdon Beaumont and the early years”. Backtrack. 18 (11): 660 to 665..
- Nock, O. S. ed. Encyclopedia of Railways (London, 1977), worldwide coverage, heavily illustrated
- O’Brien, Patrick. Railways and the Economic Development of Western Europe, 1830–1914 (1983)
- O'Brien, Patrick. The New Economic History of the Railways (Routledge, 2014)
- Omrani, Bijan (2010). Asia Overland: Tales of Travel on the Trans-Siberian and Silk Road. Odyssey. ISBN 978-962-217-811-3. Odyssey Publications, 2010
- Otte, Thomas G. and Keith Neilson, eds (2012). Railways and International Politics: Paths of Empire, 1848–1945. Routledge. 11 essays by leading scholars
- Riley, C. J (2002). The Encyclopedia of Trains & Locomotives..
- Savage, Christopher and T. C. Barker. Economic History of Transport in Britain (Routledge, 2012)
- Schivelbusch, Wolfgang (2014). The railway journey: the industrialization of time and space in the nineteenth century. University of California Press.
- Skelton, Oscar D. (1916). The Railway Builders. Glasgow, Brook, & Company, Toronto.
- Stover, John. American Railways (2nd изд.). ( 1997)
- Clarke, Thomas Curtis (jun 1888). „The Building of a Railway”. Scribner's Magazine. III (6): 642—670. Includes numerous c. 1880 diagrams and illustrations.
- Jack Simmons and Gordon Biddle (editors). The Oxford Companion to British Railway History: From 1603 to the 1990s (2nd изд.). ( 1999)
- Stover, John (2001). The Routledge Historical Atlas of the American Railroads.
- Summerhill, William R. (2005). „Big Social Savings in a Small Laggard Economy: Railroad-Led Growth in Brazil”. The Journal of Economic History. 65 (1): 72—102. JSTOR 3875043. S2CID 154439121. doi:10.1017/S0022050705050035.

### Istoriografija
- Hurd II, John and Ian J. Kerr, eds. India's railway history: a research handbook (Brill, 2012)
- Lee, Robert (2013). „A Fractious Federation: Patterns in Australian Railway Historiography.”. Mobility in History. 4 (1): 149—158. doi:10.3167/mih.2013.040117..
- McDonald, Kate (2015). „Asymmetrical Integration: Lessons from a Railway Empire.”. Technology and Culture. 56 (1): 115—149. PMID 26334699. doi:10.1353/tech.2015.0035..
- Pathak, Dev N (2012). „Marian Aguiar, Tracking Modernity: India's Railway and the Culture of Mobility.”. South Asia: Journal of South Asian Studies. 35 (4): 900—901..
- Salerno, Elena (2014). „The Historiography of Railways in Argentina: Between Foreign Investment, Nationalism and Liberalism.”. Mobility in History. 5 (1): 105—120. doi:10.3167/mih.2014.050111..